# 大橋武尊
大橋 武尊（おおはし たける、2001年5月16日 - ）は、東京都港区出身のプロ野球選手（外野手）。左投左打。

## 経歴

### プロ入り前
会社経営者の父とキャビンアテンダントの母を持ち、当時東京都港区南麻布にあった愛育病院で生まれた。3歳まで六本木の高層マンションに暮らし、その後は高輪、中央区の勝どきで育った。
中央区立豊海小学校1年生の時に月島ライオンズで野球を始める。中央区立銀座中学校では野球部に所属せず、個人トレーナーを付けて練習していた。
その後、日本の高校ではなくアメリカ合衆国のIMGアカデミーに進学。幼少期にアメリカ合衆国ロサンゼルスに行ってメジャーリーグベースボール（MLB）の試合を観戦したときに自分もアメリカでプレーしたいと思ったのがきっかけだった。アカデミーのチームメイトにはバリー・ボンズや上原浩治の息子がいた。

### 茨城時代
MLB入りの夢は果たせず、3年でアカデミーを卒業した後も1年間IMGで過ごした後に帰国した。2021年2月にアレックス・ラミレスの紹介でルートインBCリーグの茨城アストロプラネッツのトライアウトを受験して合格し、入団。シーズン開始直後は安打と盗塁を量産したものの、同年8月以降は15試合で25打数2安打と極端な打撃不振に陥り、最終的には55試合に出場して打率.217、13打点、28盗塁を記録した。その一方、投手としても1試合に登板し、打者1人を抑えている。茨城時代のチームメイトには山中尭之と、のちに再び同僚となる渡辺明貴がいた。

### DeNA時代
2021年10月11日に行われたNPBドラフト会議にて、横浜DeNAベイスターズから育成選手ドラフト3位指名を受けた。12月1日に支度金300万円、年俸340万円で仮契約した。背番号は105。IMGアカデミー出身の選手としては初のドラフト指名選手となった。
2022年のオープン戦は一軍帯同し、3月3日の対広島東洋カープ戦（横浜スタジアム）では代走で登場し、二盗と三盗を決めた上に、初打席でも安打を放つなど、2打数2安打2盗塁と躍動した。シーズン中は二軍で過ごす。9月4日のスクリーニングPCR検査で新型コロナウイルスの陽性判定を受け、発熱と頭痛、喉痛、倦怠感の症状があり、一時隔離療養してたが、12日に復帰した。イースタン・リーグ公式戦58試合に出場し、14打点、12盗塁、打率.280の成績を残した。
2023年は前年を上回るイースタン・リーグ公式戦81試合に出場し、打率.226、13打点、11盗塁と前年より成績を落としたものの、7月頃から打撃で掴めたものがあったといい、翌年の支配下登録を志していた。しかし、公式戦日程終了直後の10月3日、育成選手制度の3年の期間を待たずに翌年の契約を結ばないことが発表された。大橋自身は翌年の志を上に見据えていたこともあり、まさかの出来事だったといい、寮の自室に戻ると号泣してしまった。親には泣きながら「こんなことでやめられない。もっと上にいって、もっと楽しく野球をするから、それまで待っていて」と伝えたという。

### メキシカンリーグ時代
2023年11月1日、リーガ・メヒカーナ・デ・ベイスボル（メキシカンリーグ）のアグアスカリエンテス・レイルロードメンと契約合意したことが発表された。前述のDeNAから戦力外通告を受けた10月3日の夜には気持ちを切り替えてエージェントに相談し、同月初旬にはメキシコ入りを決めていたという。NPBの12球団合同トライアウトへ参加する前に次の所属先を決めたのは「待ちながら、というのが嫌いなんです」という理由からで、海外へ行くことにも抵抗はなかったという。2024年は実戦感覚を取り戻すため、2月に1度渡米し、トラベリングチーム "アジアンブリーズ" への参加を経てから、メキシコに渡ってチームに合流する予定だった。しかし、実際にレイルロードメンでプレーすることはなく、5月18日、同リーグのキンタナロー・タイガースと契約を結んだ。39試合に出場し、打率.250、1本塁打、5打点、9盗塁の成績を挙げていたが、7月14日に退団となった。
キンタナロー退団後は、アレックス・ラミレスが結成した特別編成チーム "ジャパンブリーズ" に加わり、2024年12月のベネズエラ遠征に参加した。同国冬季リーグ "リーガ・ベネソラーナ・デ・ベイスボル・プロフェシオナル"（LVBP）選抜とのオールスターゲームに1番・指名打者として先発出場したが、4打数無安打2三振に終わった。2025年1〜2月にもジャパンブリーズに加わってメキシコ遠征に参加し、カリブ海沿岸諸国のウィンターリーグ王者が集う国際大会・第67回カリビアンシリーズに出場した。チームの全4試合に中堅手として先発出場し、うち3試合では1番打者を務めた。その後は日本に戻り、現役を退かないまま、野球教室「TAKERU BASEBALL ACADEMY」（大橋武尊野球教室）を開設し、野球指導を行う。

## 詳細情報

### NPB年度別打撃記録
- 一軍公式戦出場なし

### 独立リーグでの年度別打撃成績
| 年 度    | 球 団    | 試 合 | 打 席 | 打 数 | 得 点 | 安 打 | 二 塁 打 | 三 塁 打 | 本 塁 打 | 塁 打 | 打 点 | 盗 塁 | 盗 塁 死 | 犠 打 | 犠 飛 | 四 球 | 敬 遠 | 死 球 | 三 振 | 併 殺 打 | 打 率 | 出 塁 率 | 長 打 率 | O P S |
| -------- | -------- | ----- | ----- | ----- | ----- | ----- | -------- | -------- | -------- | ----- | ----- | ----- | -------- | ----- | ----- | ----- | ----- | ----- | ----- | -------- | ----- | -------- | -------- | ----- |
| 2021     | 茨城     | 55    | 193   | 157   | 28    | 34    | 5        | 1        | 0        | 41    | 13    | 28    | 8        | 4     | 0     | 29    | -     | 3     | 46    | 2        | .217  | .349     | .261     | .610  |
| BCL：1年 | BCL：1年 | 55    | 193   | 157   | 28    | 34    | 5        | 1        | 0        | 41    | 13    | 28    | 8        | 4     | 0     | 29    | -     | 3     | 46    | 2        | .217  | .349     | .261     | .610  |

### 背番号
- 22（2021年）
- 105（2022年[11] - 2023年）
- 39（2024年5月 - 同年7月）